# Psathyrophlyctis
Psathyrophlyctis är ett släkte av lavar. Psathyrophlyctis ingår i familjen Phlyctidaceae, ordningen Ostropales, klassen Lecanoromycetes, divisionen sporsäcksvampar och riket svampar.
| Psathyrophlyctis | \| \| Psathyrophlyctis serpentaria \| \| \| \| |
|                  | \| \| Psathyrophlyctis serpentaria \| \| \| \| |
|                  | Phlyctis                                       |
|                  |                                                |
|                  | Psathyrophlyctis serpentaria                   |
|                  |                                                |

|  | Psathyrophlyctis serpentaria |
|  |                              |